# Etu-Suopalampi
Etu-Suopalampi eller Suopalampi är en sjö i Finland. Den ligger i kommunen Rovaniemi i landskapet Lappland, i den norra delen av landet, 800 km norr om huvudstaden Helsingfors. Etu-Suopalampi ligger 209 meter över havet. Arean är 29,4 hektar och strandlinjen är 2,62 kilometer lång. Sjön  ingår i Kemi älvs huvudavrinningsområde. 